# Chapstick lesbian
« Chapstick lesbian » (« lesbienne baume à lèvres »), ou
« lesbienne chapstick », est une expression argotique anglaise désignant un sous-groupe lesbien qui adopte des attributs genrés plutôt neutres, faisant fi de la distinction habituelle butch-fem. L'expression désigne des femmes qui ont une approche plutôt pragmatique de leur apparence.

## Origine de l'expression
L'expression chapstick lesbian a été popularisée en 1997 par Ellen DeGeneres dans la série télévisée Ellen.
Elle est construite en miroir de l'expression plus connue lipstick lesbian, et la détourne en utilisant le mot chapstick (baume à lèvres) au lieu de lipstick (rouge à lèvres).

## Définition
Par opposition à la lipstick lesbian, qui adopte des attributs genrés dits féminins (maquillage, robes...), la chapstick lesbian est une femme s'identifiant comme plutôt féminine mais ne remplissant pas les critères lipstick. Le mot est fréquemment utilisé comme synonyme de soft-butch ou d'androgyne.
Entre autres caractéristiques, les lesbiennes chapstick apprécient de porter des tenues décontractées, ne portent pas de maquillage et sont plutôt athlétiques, appréciant le sport.

## Usages universitaires
Le terme a été adopté par les cercles académiques, qui l'emploient dans leurs publications scientifiques, car il permet d'identifier un sous-groupe de lesbiennes dont les caractéristiques ambiguës sont un outil pour analyser la fluidité de l'identité de genre. Une étude a par exemple défini le courant chapstick comme une forme identitaire secondaire au sein de la culture queer.

## Voir également
- Butch-fem
- Lesbienne lipstick
- Lesbian until graduation